# McLaren MP4-19
Chronologie des modèles (2004)
McLaren MP4-17D McLaren MP4-20
La McLaren MP4-19 est une monoplace de l'écurie McLaren Racing, engagée au cours de la saison 2004 aux mains de David Coulthard et Kimi Räikkönen. Les pilotes d'essais sont l'Espagnol Pedro de la Rosa et l'Autrichien Alexander Wurz.

## Historique
Après le pathétique interlude de la MP4-18 qui n'a jamais été alignée en course, les dirigeants de l'équipe McLaren décident de présenter la voiture de la saison 2004 de façon anticipée pour disposer d'un long temps de développement et ainsi renouer avec la victoire.
Les ingénieurs Adrian Newey (aérodynamique) et Mike Coughlan (mécanique) s'inspirent de la radicale MP4-18 en adoucissant le concept. La MP4-19 en reprend le museau effilé et le principe de la double quille mais les pontons sont resserrés autour du moteur V10 Mercedes-Benz ; les pneus sont des Michelin. Les essais révèlent un manque de fiabilité et de performance de la nouvelle création de Woking face à des voitures plus radicales comme la Williams FW26 ou plus abouties comme les Renault R24, BAR 006 et surtout Ferrari F2004. Les entrées d'air, revues par rapport au modèle précédent, sont trop étroites pour permettre un refroidissement convenable du moteur.
Dès l'entame de la saison, la MP4-19 est dépassée par la concurrence en performance pure et sa fiabilité est désastreuse : en sept courses, les McLaren marquent cinq points contre 106 pour Ferrari ou 61 pour Renault ; l'écurie est sixième du classement des constructeurs. Räikkönen, qui ne termine que deux des sept premières épreuves de la saison, est seizième du championnat avec un point. La décision est alors prise d'introduire une version "B" pour tenter de sauver ce qui peut encore l'être.
La situation s'arrange quelque peu pour l'écurie lors de la tournée nord-américaine : après le déclassement des Williams et des Toyota l'équipe marque sept points au Canada et cinq autres aux États-Unis pour la dernière course de la MP4/19 avant l'entrée en service de la MP4-19B, qui se distingue par un arrière repensé, au Grand Prix de France ;
Les progrès entrevus à Montréal et Indianapolis se confirment. David Coulthard réalise le troisième temps des qualifications, meilleure performance de l'année dans cet exercice. Si cette performance ne sera qu'un feu de paille, les MP4-19B terminent la course et marquent cinq points mais restent encore loin des Renault R24 et plus encore des Ferrari F2004.
Le Grand Prix de Grande-Bretagne constitue un sursaut d'orgueil : Kimi Räikkönen obtient la pole position devant Rubens Barrichello et termine sur le podium, entre les deux Ferrari, à deux secondes de Michael Schumacher ; Coulthard termine septième. L'écurie inscrit son plus gros score de la saison avec dix points. En Allemagne, les MP4-19B sont troisième et quatrième sur la grille mais Räikkönen, auteur du meilleur tour en course, abandonne et laisse Coulthard prendre les points de la quatrième place. La McLaren, encore derrière la Ferrari, semble atteindre le niveau de la BAR 006 et de la Renault R24.
En Hongrie, l'équipe retombe dans ses vieux travers : mal qualifiés, Räikkönen abandonne et Coulthard termine neuvième. À Spa, Räikkönen prive Ferrari d'une victoire pour la deuxième fois de la saison (après Monaco et la victoire de Jarno Trulli) et remporte la première victoire d'une McLaren depuis le Grand Prix de Malaisie 2003. En Italie et au Japon, les monoplaces brillent moins, mais en Chine le Finlandais est troisième. Pour le dernier Grand Prix de la saison, Räikkönen livre un combat avec son futur équipier, Juan Pablo Montoya et prend la deuxième place. 
Coulthard, mis sous l'éteignoir par son jeune équipier, inscrit 24 points contre 45 pour son coéquipier et, pour la première fois de sa carrière ne monte sur aucun podium (contre 4 pour Râikkönen) ; il quitte l'écurie à l'issue de la saison. L'entrée de la MP4-19B a permis à McLaren de consolider sa cinquième place au championnat et à Räikkönen de remonter à la septième place.

## Résultats en championnat du monde de Formule 1

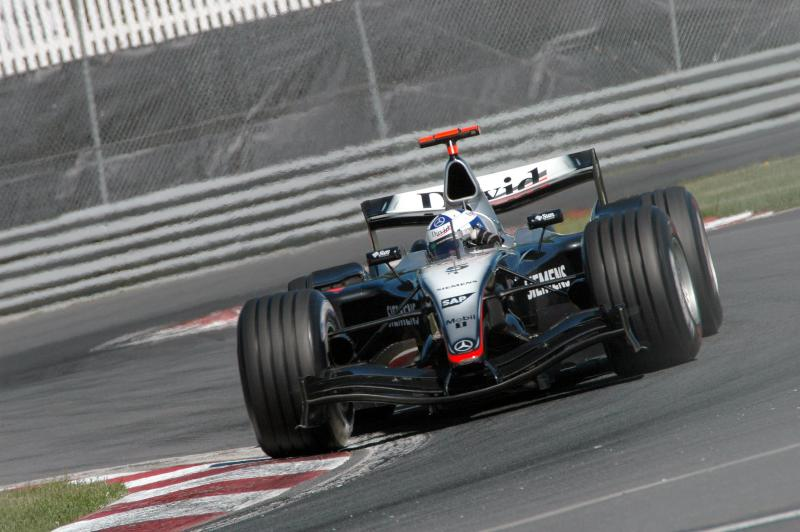
David Coulthard à bord de la McLaren MP4-19 lors du Grand Prix du Canada 2004.

| Saison | Écurie                | Moteur                    | Pneus    | Pilotes         | Courses | Courses | Courses | Courses | Courses | Courses | Courses | Courses | Courses | Courses | Courses | Courses | Courses | Courses | Courses | Courses | Courses | Courses | Points inscrits | Classement |
| Saison | Écurie                | Moteur                    | Pneus    | Pilotes         | 1       | 2       | 3       | 4       | 5       | 6       | 7       | 8       | 9       | 10      | 11      | 12      | 13      | 14      | 15      | 16      | 17      | 18      | Points inscrits | Classement |
| ------ | --------------------- | ------------------------- | -------- | --------------- | ------- | ------- | ------- | ------- | ------- | ------- | ------- | ------- | ------- | ------- | ------- | ------- | ------- | ------- | ------- | ------- | ------- | ------- | --------------- | ---------- |
| 2004   | West McLaren Mercedes | Mercedes-Benz FO 110Q V10 | Michelin |                 | AUS     | MAL     | BAH     | SMR     | ESP     | MON     | EUR     | CAN     | USA     | FRA     | GBR     | ALL     | HON     | BEL     | ITA     | CHI     | JAP     | BRÉ     | 69*             | 5e         |
| 2004   | West McLaren Mercedes | Mercedes-Benz FO 110Q V10 | Michelin | David Coulthard | 8e      | 6e      | Abd     | 12e     | 10e     | Abd     | Abd     | 6e      | 7e      | 6e      | 7e      | 4e      | 9e      | 7e      | 6e      | 9e      | Abd     | 11e     | 69*             | 5e         |
| 2004   | West McLaren Mercedes | Mercedes-Benz FO 110Q V10 | Michelin | Kimi Räikkönen  | Abd     | Abd     | Abd     | 8e      | 11e     | Abd     | Abd     | 5e      | 6e      | 7e      | 2e      | Abd     | Abd     | 1er     | Abd     | 3e      | 6e      | 2e      | 69*             | 5e         |

Légende : ici 